# رائول والش
رائول والش (انگلیسی: Raoul Walsh؛ زاده ۱۱ مارس ۱۸۸۷ درگذشته ۳۱ دسامبر ۱۹۸۰) کارگردان و هنرپیشه اهل ایالات متحده آمریکا بود.
رائول والش بین سال‌های ۱۹۰۹ تا ۱۹۶۴ میلادی فعالیت می‌کرد. از فیلم‌های او می‌توان به دزد بغداد، سیدی تامسون ، اوج التهاب، بازآیش، زنی با موهای شرابی بلوند، کارمن، زنان همه ملت‌ها، دهه پرشور بیست، استر و شاه، مردان قدبلند و سیرای مرتفع اشاره کرد.

## گزیده فیلمشناسی
- کارمن (۱۹۱۵)
- بازآیش (۱۹۱۵)
- دزد بغداد (۱۹۲۴)
- افتخار دیگر ارزشی ندارد (۱۹۲۶)
- سیدی تامسون (۱۹۲۸)
- زنان همه ملت‌ها (۱۹۳۱)
- چشمان درشت قهوه‌ای (۱۹۳۶)
- دهه پرشور بیست (۱۹۳۹)
- زنی با موهای شرابی بلوند (۱۹۴۱)
- سیرای مرتفع (۱۹۴۱)
- کارکنان (۱۹۴۱)
- شاین (۱۹۴۷)
- اوج التهاب (۱۹۴۹)
- جهان در آغوش او (۱۹۵۲)
- مردان قدبلند (۱۹۵۵)
- دسته فرشتگان (۱۹۵۷)
- استر و شاه (۱۹۶۰)